# Ivanka Trump

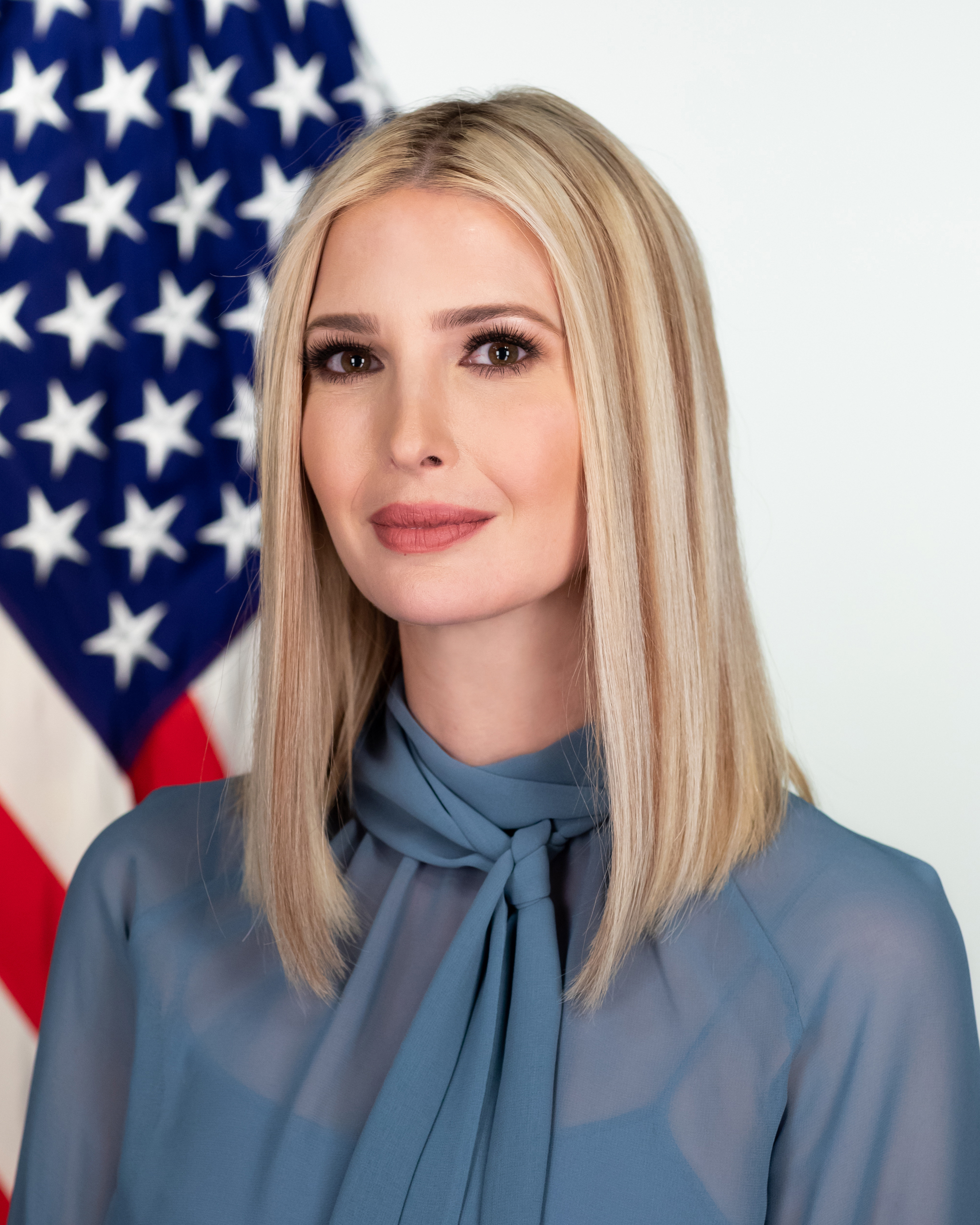
Ivanka Trump, 2020

Ivana Marie „Ivanka“ Trump, seit 2009 bürgerlich Yael Kushner (* 30. Oktober 1981 in New York City) ist eine ehemalige US-amerikanische Unternehmerin, ehemalige Erste Vizepräsidentin der Trump Organization und ein ehemaliges Model. Von März 2017 bis Januar 2021 war sie Beraterin (Senior Advisor to the President of the United States) ihres Vaters Donald Trump, dem 45. und 47. US-Präsidenten.

## Leben

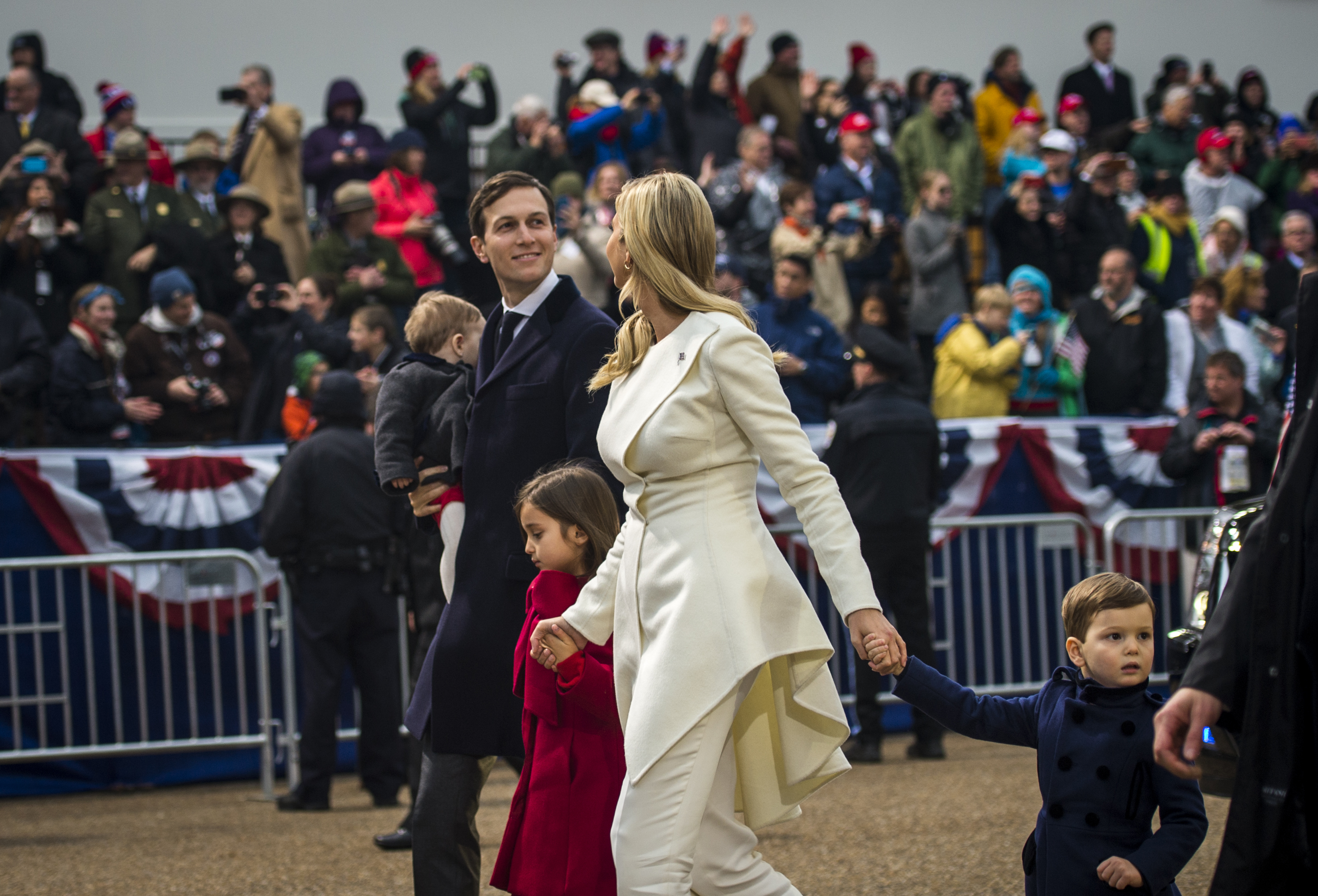
Ivanka Trump mit Ehemann Jared Kushner und den gemeinsamen Kindern bei der Parade zur Vereidigungszeremonie ihres Vaters Donald Trump, 2017

Ivanka Trump ist das zweite von drei Kindern aus der ersten Ehe Donald Trumps mit Ivana Trump. Sie hat einen älteren Bruder, Donald Jr. (* 1977), und einen jüngeren namens Eric (* 1984). Außerdem hat sie die Halbschwester Tiffany (* 1993) und den Halbbruder Barron (* 2006). Am 25. Oktober 2009 heiratete sie den Unternehmer Jared Kushner. Ihr Ehemann war später als Senior Advisor to the President of the U.S. einer der Chefberater von Donald Trump und galt als „stille Schlüsselfigur“ im Stab des US-Präsidenten.
In Vorbereitung ihrer Ehe mit Kushner trat sie durch den orthodoxen Rabbi Haskel Lookstein vom Presbyterianismus ihrer Herkunftsfamilie zum Judentum über und nahm dabei den neuen Vornamen Yael an. Das orthodox-jüdisch lebende Paar wohnte in der Park Avenue an der Upper East Side in New York City, besucht die modern-orthodoxe Synagoge Kehilath Jeshurun und hält die jüdischen Speisegesetze sowie die Vorschriften des Sabbats ein.
Zu Beginn des Jahres 2017 zog die Familie in eine 5,5-Millionen-Dollar-Villa im Stadtteil Kalorama in Washington, D.C. Das Ehepaar Kushner-Trump hat drei Kinder: Arabella Rose (* 2011), Joseph Frederick (* 2013) und Theodore James (* 2016).

## Ausbildung
Ivanka Trump besuchte die als elitär geltende Chapin School in New York City und anschließend die Choate Rosemary Hall in Wallingford im US-Bundesstaat Connecticut. Danach studierte sie Wirtschaftswissenschaft: zunächst zwei Jahre an der Georgetown University in Washington, D.C. und anschließend an der Wharton School der University of Pennsylvania, an der sie 2004 einen Bachelor-Abschluss mit der Bewertung cum laude machte.

## Geschäftstätigkeit
1997 hatte sie ihr erstes Titelblatt bei der Teenager-Zeitschrift Seventeen; es folgten Modelauftritte für prominente Modemarken wie Versace und Tommy Hilfiger. Mit ihrem Namen wurden Schmuck, Schuhe und eine Lifestyle-Website vermarktet. Nach der Wahl ihres Vaters zum US-Präsidenten wurden ihre Produkte, deren Verkaufszahlen in den Wochen zuvor um 70 Prozent eingebrochen waren, von der Kaufhauskette Nordstrom aus dem Sortiment genommen, was von Donald Trump und dessen Sprecherin Kellyanne Conway kritisiert wurde. Auch das Unternehmen Neiman Marcus verkauft keinen Schmuck von Ivanka Trump mehr. Im Juli 2018 gab sie bekannt, dass sie das Geschäft mit ihrer Marke einstellt, um sich ganz auf ihre Tätigkeiten im Weißen Haus zu konzentrieren.
Nach dem Studium arbeitete sie eine Weile in dem Immobilienunternehmen Forest City Enterprises; 2005 trat sie in die Trump Organization, den Konzern ihres Vaters, ein. Dort war sie als Vizepräsidentin der Abteilung für Immobilien tätig. Im Sommer 2015 übernahm sie darüber hinaus mit ihren beiden Brüdern Donald Jr. und Eric de facto die Leitung der operativen Geschäfte der Trump Organization, nachdem ihr Vater seine Kandidatur zur US-Präsidentschaftswahl 2016 angekündigt hatte. 
Im Januar 2017 gab sie bekannt, die Trump Organization mit dem Amtsantritt ihres Vaters zu verlassen und ihrem Vater nach Washington zu folgen. Ende März 2017 wurde sie von ihrem Vater für seine Präsidentschaft zur Assistant to the President („Präsidenten-Assistentin“) ernannt und erhielt ein eigenes Büro im Weißen Haus. Ohne Bezüge sollte sie sich um Themen wie Frauen, Gleichberechtigung und Gesundheit kümmern. Sie und ihr Mann haben nach eigenen Angaben ein Vermögen von etwa 740 Millionen US-Dollar (Stand 2017).

## Unterstützung ihres Vaters

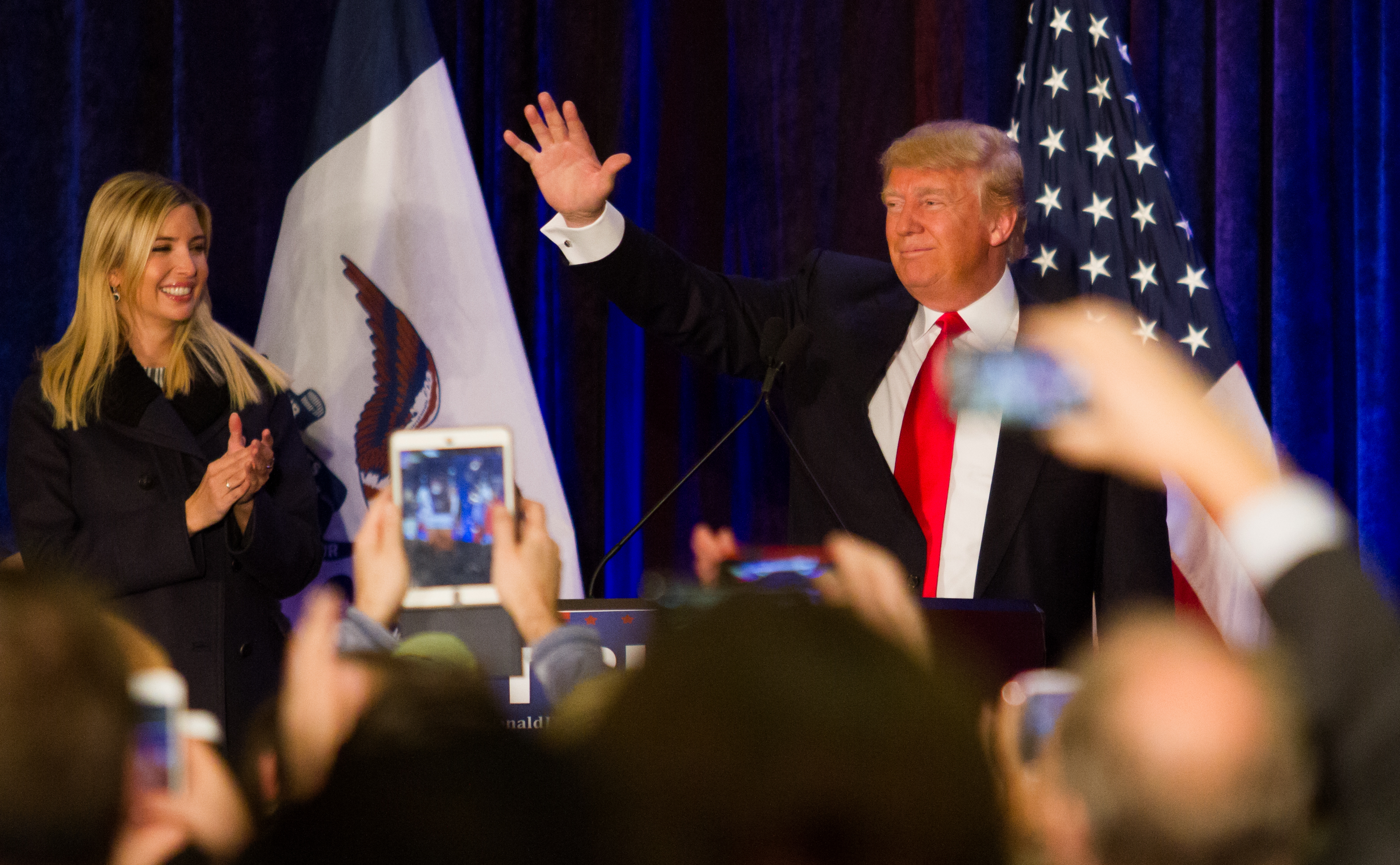
Ivanka Trump und Donald Trump bei einem Wahlkampfauftritt, 2016

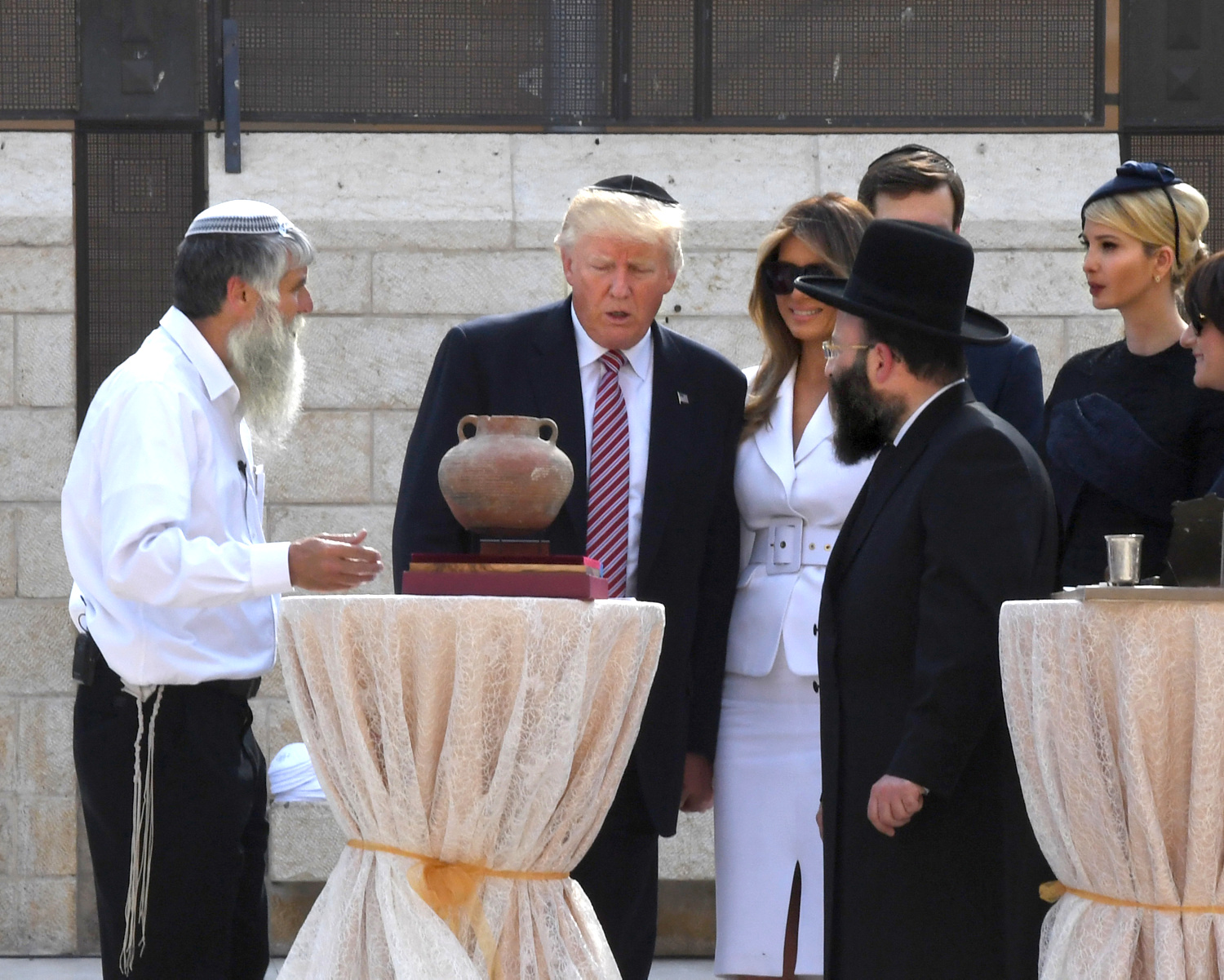
Ivanka und Donald Trump in Jerusalem, 2017

Im US-Präsidentschaftswahlkampf 2016 begleitete und unterstützte sie ihren Vater bei Wahlkampfauftritten. Dabei war sie vor allem darum bemüht, Wählerinnen für ihren Vater zu gewinnen. Sie unterhält (Stand 2016) eine enge Freundschaft zu Hillary Clintons Tochter Chelsea und vermied im Wahlkampf negative Äußerungen über die Clintons. Nach dem Wahlsieg ihres Vaters am 8. November 2016 wurde sie im Übergangsteam tätig. Ursprünglich hieß es, Trump wolle seiner Tochter im Fall eines Wahlsiegs große Teile seines Unternehmens anvertrauen.

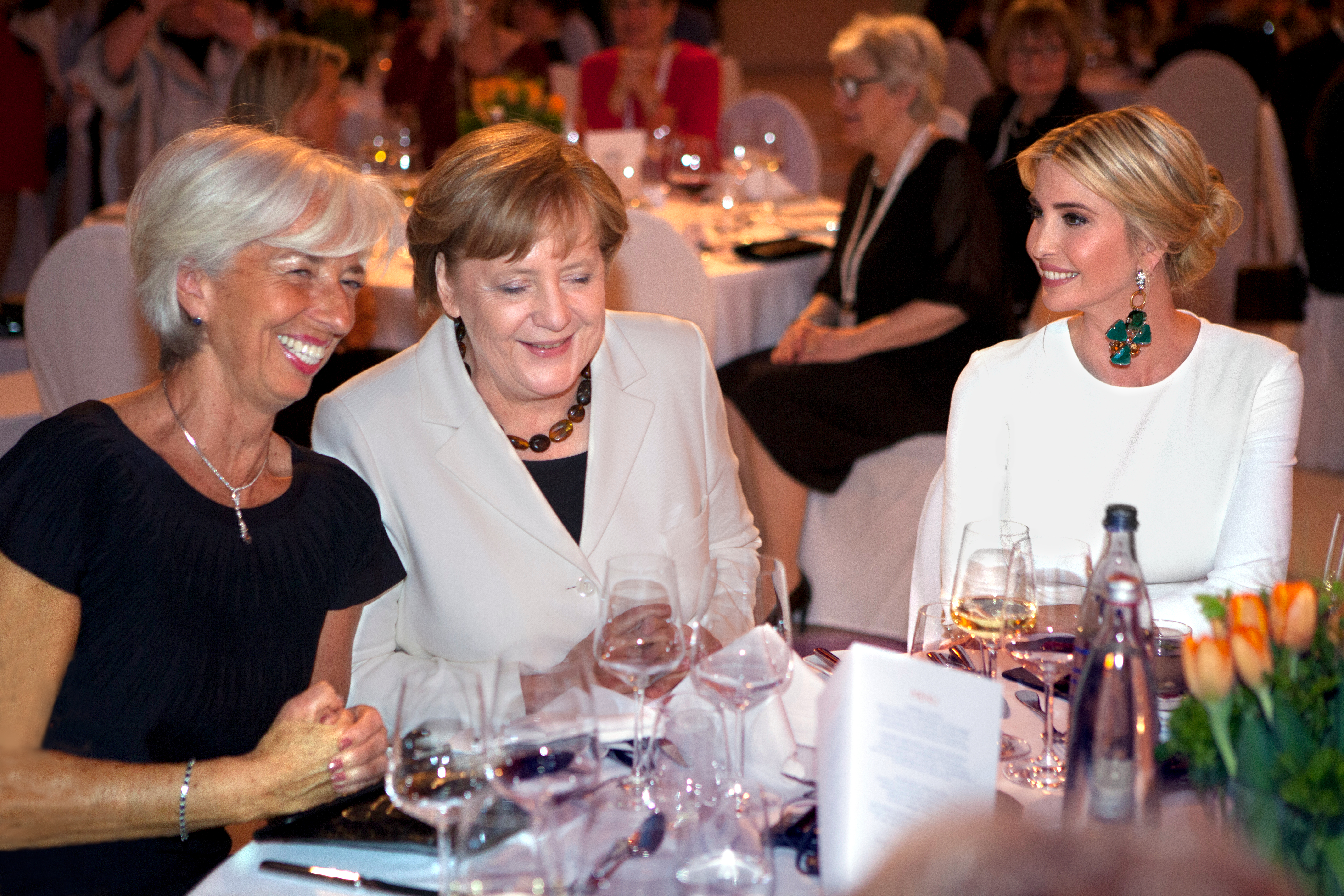
Ivanka Trump (r.) mit Christine Lagarde (l.) und Angela Merkel beim Galadinner des Women20-Gipfels, 2017

Vor dem G20-Gipfel im Juli 2017 erschien die hier als „First Daughter“ (in Analogie zu „First Lady“) bezeichnete Ivanka Trump auf Einladung der deutschen Bundeskanzlerin Angela Merkel Ende April 2017 auf dem Women20-Gipfel in Berlin. Im April 2017 nahm sie neben der kanadischen Außenministerin Chrystia Freeland, der geschäftsführenden Direktorin des Internationalen Währungsfonds (IWF) Christine Lagarde sowie Königin Máxima der Niederlande an einer von Miriam Meckel moderierten Bühnendiskussion zur Benachteiligung von Frauen in der Arbeitswelt und möglichen Lösungsansätzen teil.
Während des G20-Gipfels in Hamburg im Juli 2017 war Ivanka Trump offizielles Mitglied der US-amerikanischen Delegation und vertrat kurzzeitig ihren Vater am Haupttisch der Staats- und Regierungschefs.

## Veröffentlichungen
- The Trump Card. Playing to Win in Work and Life. Touchstone Books, New York 2009, ISBN 978-1-4391-4001-7
- Women Who Work. Rewriting the Rules for Success. Portofolio, London 2017, ISBN 978-0-7352-1132-2.